# Kaczory (powiat ostrowski)
Kaczory – osada w Polsce położona w województwie wielkopolskim, w powiecie ostrowskim, w gminie Odolanów.
Przed 1932 rokiem miejscowość położona była w powiecie odolanowskim, W latach 1975–1998 w województwie kaliskim, w latach 1932–1975 i od 1999 w powiecie ostrowskim.